# 駐亞特蘭大臺北經濟文化辦事處
駐亞特蘭大臺北經濟文化辦事處（英語：Taipei Economic and Cultural Office in Atlanta，簡稱：TECO-Atlanta）是中華民國外交部在美國喬治亞州亞特蘭大的領事館級辦事處。其位於西桃樹街（Peachtree Street）內。該辦事處領務轄區為喬治亞州、肯塔基州、田納西州、阿拉巴馬州、北卡羅來納州以及南卡羅來納州。

## 歷史

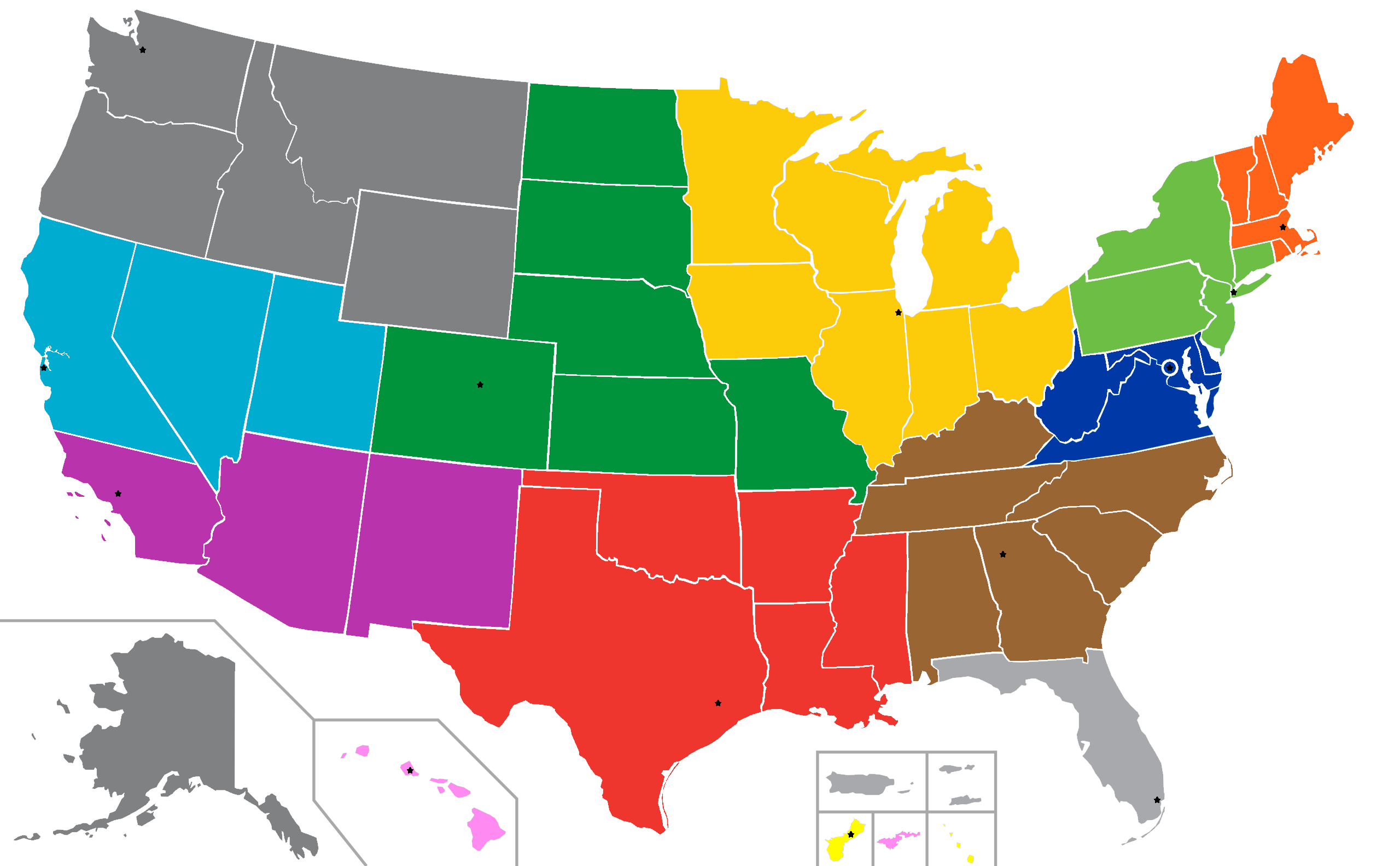
駐亞特蘭大臺北經濟文化辦事處領事轄區

1979年1月1日，中华民国与美国断交。同年2月28日，中華民國駐亞特蘭大總領事館閉館。3月1日，设立北美事務協調委員會駐亞特蘭大辦事處。1994年10月10日，更名為駐亞特蘭大臺北經濟文化辦事處:59。

## 外部連結
- 駐亞特蘭大臺北經濟文化辦事處 官方網站 （页面存档备份，存于）
- 駐亞特蘭大台北經濟文化辦事處 Taipei Economic and Cultural Office in Atlanta的Facebook專頁